# Krematorium Motol
Krematorium v Motole v Praze 5 se nachází v Plzeňské ulici na louce pod zalesněným návrším. Je ve vlastnictví hlavního města Prahy a provozováno Pohřebním ústavem hl. m. Prahy. Má vlastní hřbitov s urnovým hájem.
Krematorium včetně vstupní brány se sochou "Bol" a sochou Dohasínající krása jsou od 6. října 2021 zapsány v Ústředním seznamu nemovitých kulturních památek České republiky.

## Historie

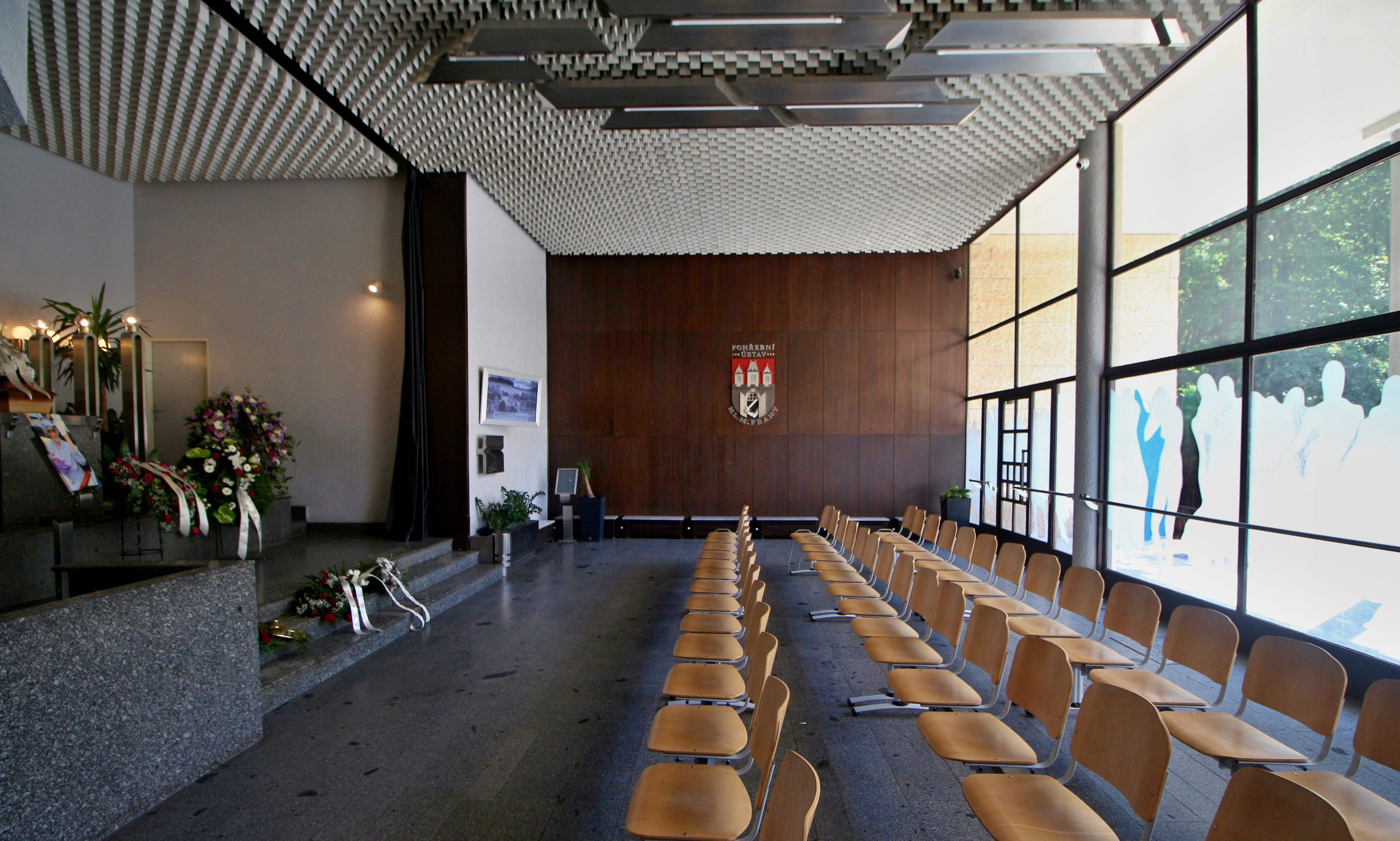
Interiér obřadní síně

Již roku 1937 vznikl návrh na výstavbu krematoria v Motole od architekta Aloise Mezery, nebyl však přijat. Vzrůstající počet kremací v Praze přiměl radní se k myšlence výstavby druhého krematoria na levém břehu Vltavy vrátit. Pozemky v Motole byly získány a město vyhlásilo soutěž na projekt. Z pěti posouzených získal cenu návrh architekta Josefa Karla Říhy. Výstavba započala roku 1951, provoz byl zahájen roku 1954. 
Zároveň bylo založeno kolumbárium a urnový háj, koncipovaný jako lesní hřbitov s loučkou rozptylu okolo jezírka.

### Výzdoba
V roce 1955 byly osazeny dvě sochy k jeho výzdobě: kamenná socha ženy Bol od Miloslava Hejného před bránou do areálu krematoria a hřbitova v Plzeňské ulici vznikla na přímou objednávku projektanta. Bronzová socha Vilíma Amorta Dohasínající krása byla do parku před obřadní síní přenesená z depozitáře Galerie hl. m. Prahy. Nahé ženské tělo vzbuzovalo v pietním prostředí rozpaky, proto byl kolem sochy vysazen keř a strom, který ji z větší části zakrývá.
V 60. letech byla doplněna výzdoba interiéru obřadní síně o nástěnnou malbu "Život a smrt". V roce 1986 byla osazena leptaná kompozice truchlících pozůstalých na dvoudílné skleněné stěně, která je posuvná a při jejím otevření se překrytím motivů dociluje nového výtvarného efektu.

### Po roce 1989
Dokumentační středisko Konfederace politických vězňů nalezlo roku 1999 dokument o ukládání popela popravených politických vězňů z padesátých let v urnovém háji. Tyto informace byly uchovány v evidenci o společných hrobech a z nich bylo zjištěno, ve kterém společném hrobě byl popel uložen. Rada hlavního města Prahy poté finančně zajistila vybudování čestného pohřebiště. Dne 20. května 2000 Konfederace politických vězňů uspořádala jeho otevření a vysvěcení, kterého se zúčastnili představitelé státu, zástupci hlavního města Prahy a velké množství bývalých spoluvězňů.

### Galerie

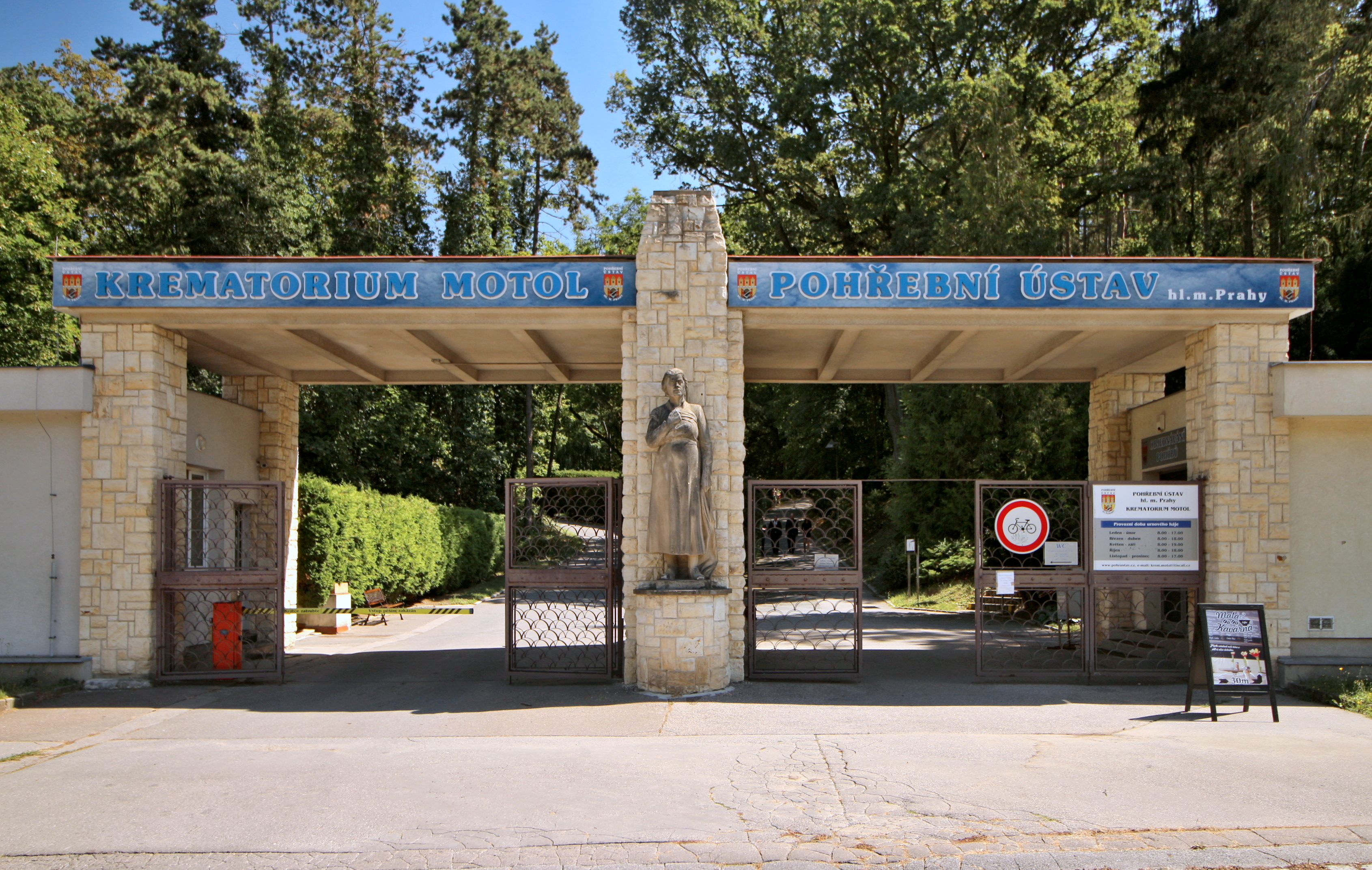
Brána se sochou ženy
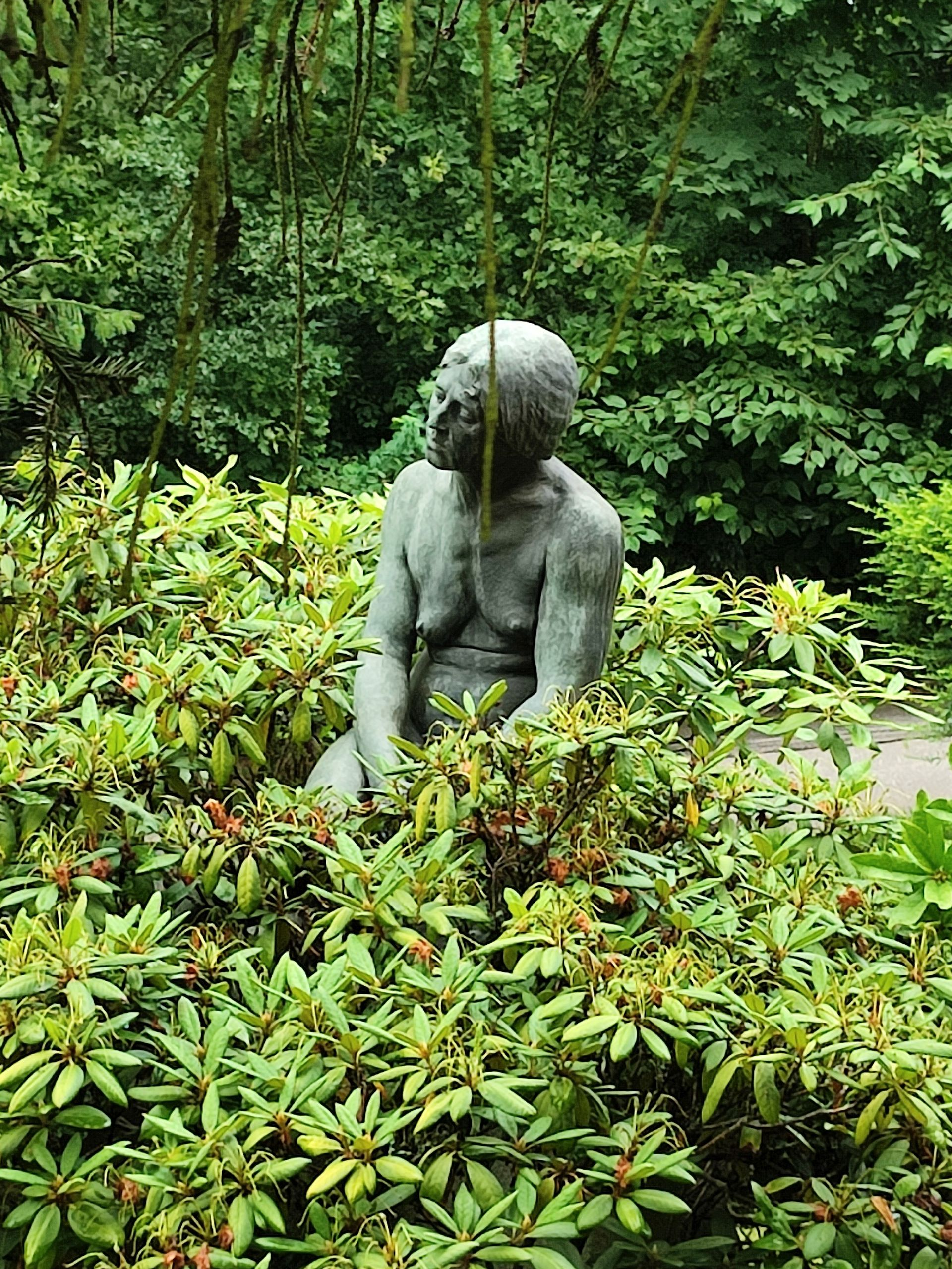
Socha Vilíma Amorta
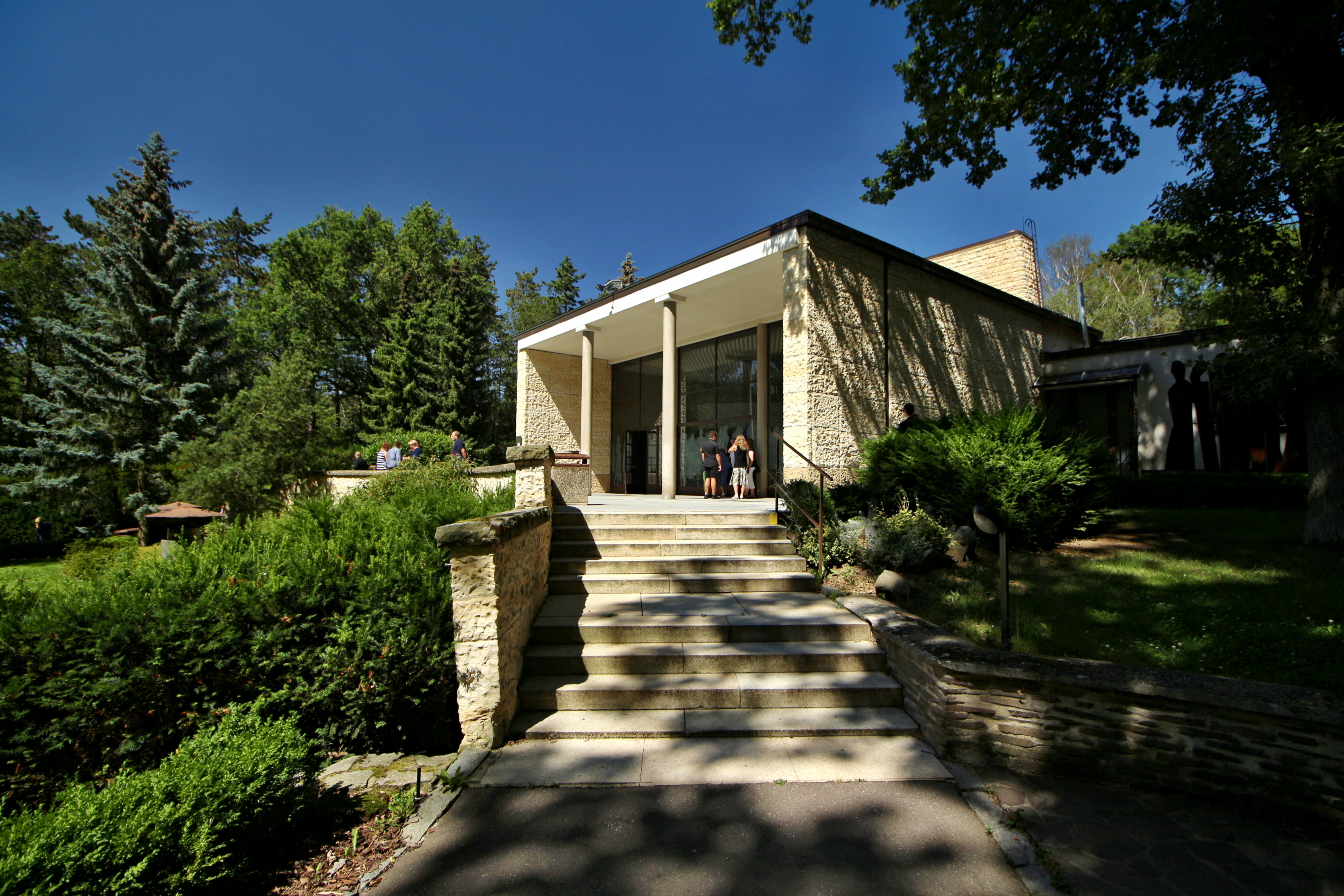
Schodiště z obřadní síně na hřbitov
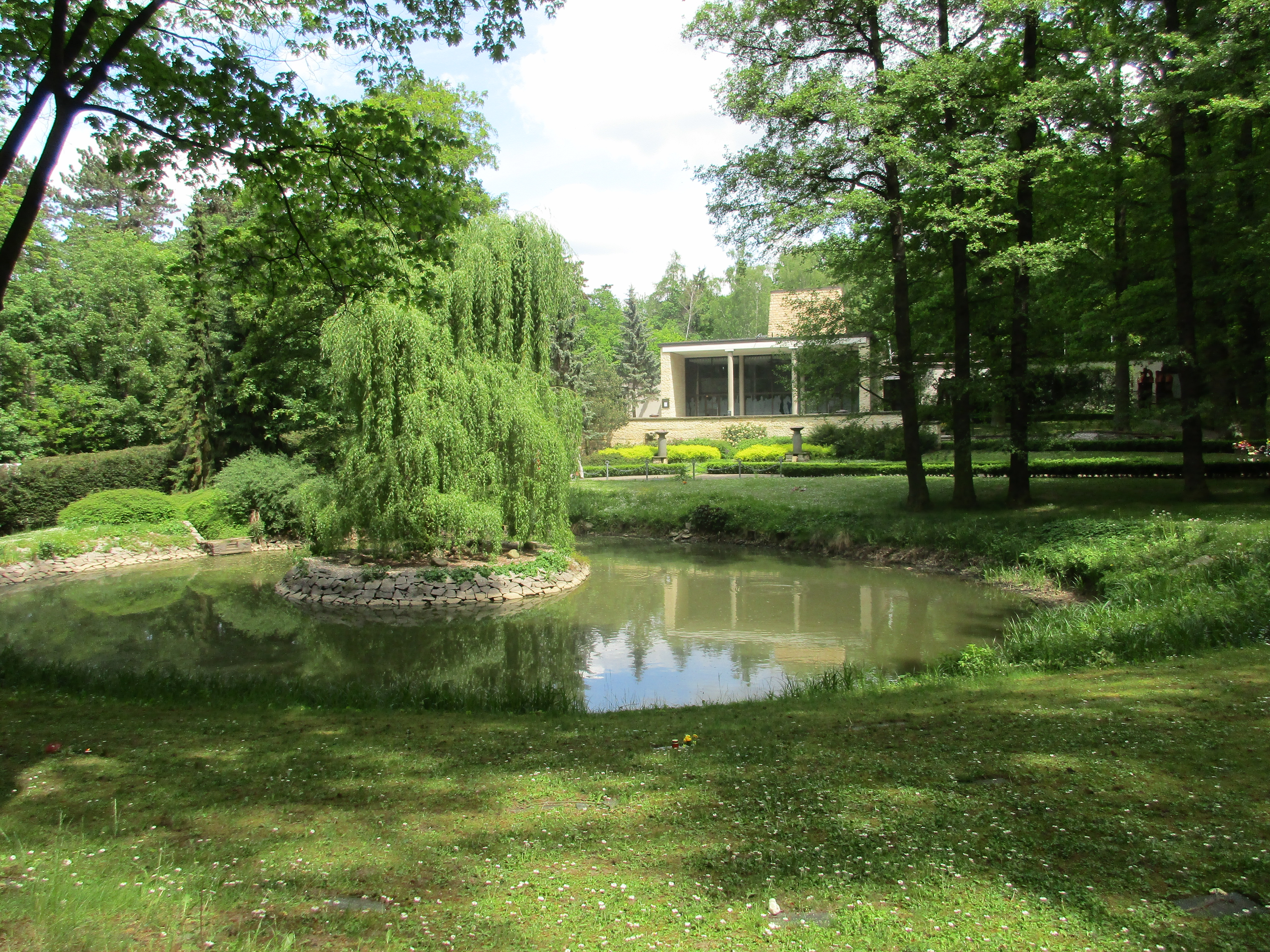
Jezírko před obřadní síní
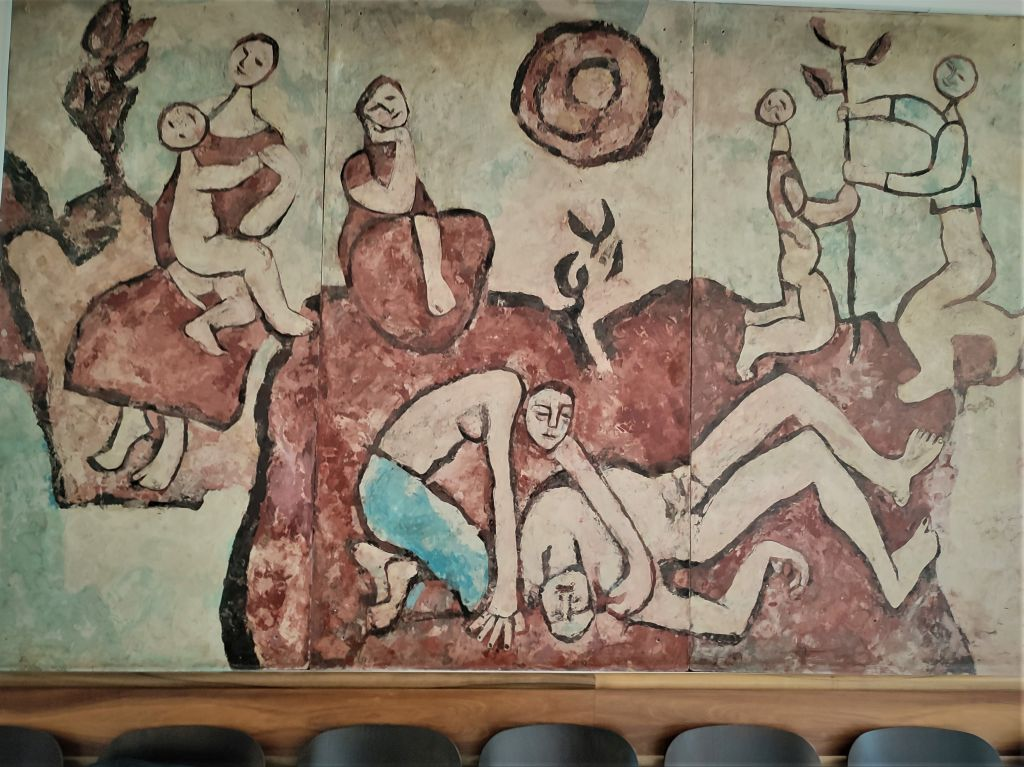
Nástěnná malba v síni
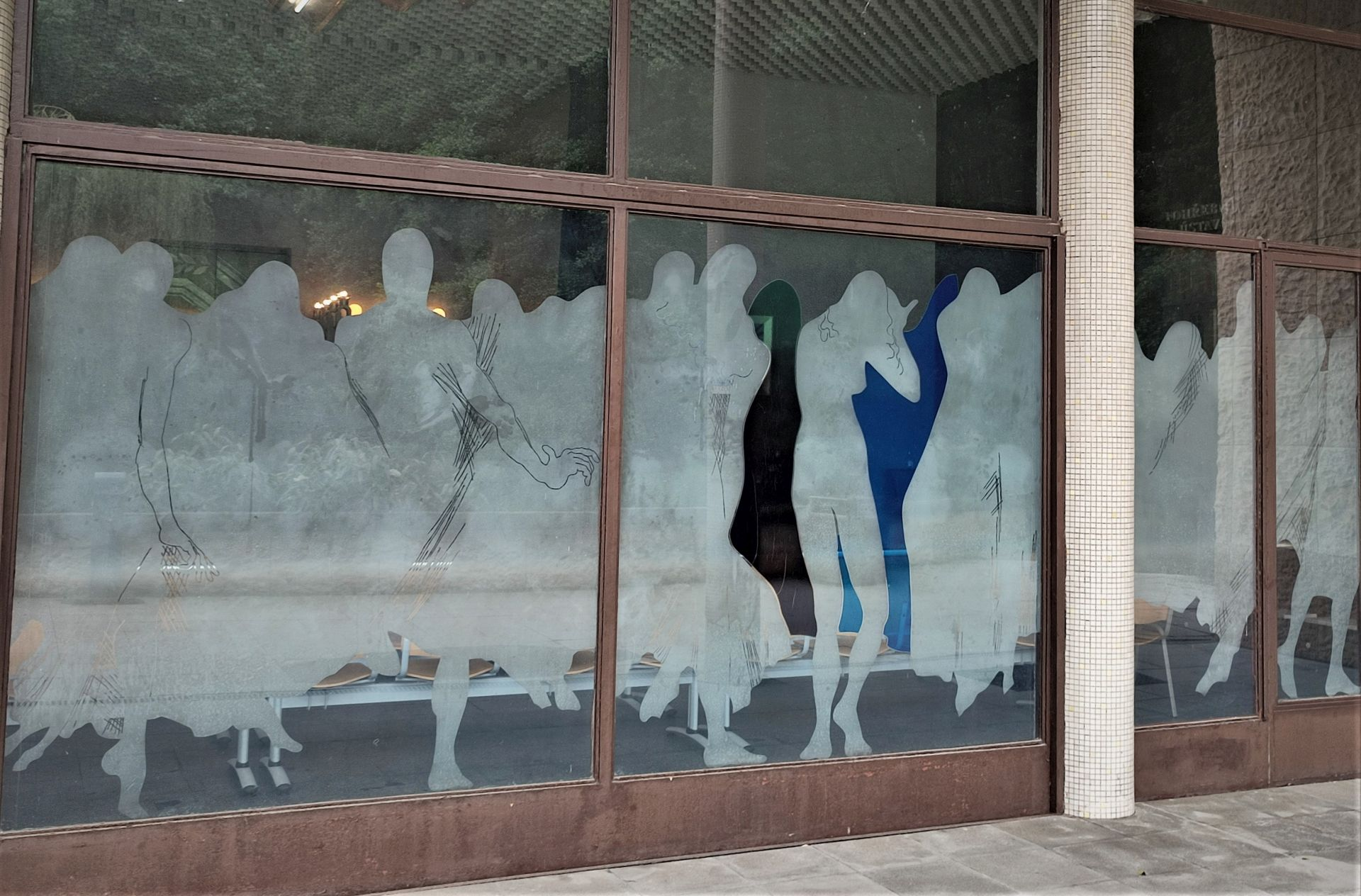
Skleněná stěna síně